# Komp
A komp folyókon, tavakon vagy tengereken történő átkelésre szolgáló közlekedési eszköz, különleges hajó, amit személyek, állatok és különböző járművek szállítására használnak.
Folyókon kompot legtöbbször ott használnak, ahol a forgalom nem teszi szükségessé állandó híd létesítését vagy a híd megépítése nem gazdaságos alternatíva.
A szállítási feladatnak megfelelően van:
- személyszállító komp, átkelőhajó
- teherkomp (elsősorban gépjárművek szállítására, RoRo komp)
- vasúti komp

## Belvízi kompok
A folyón vagy tavakon közlekedő kompok esetén a kompkikötőket révnek, az átkelést magát révátkelésnek nevezik. 
A belvízi kompok rendszerint kétvégű felépítésűek, azaz általában mindkét végükön azonosan vannak kiképezve, így a komp egyik végén behajtó járművek egyenesen tovább haladva a komp másik végén hagyják el azt.
Pár éve még nem volt ritkaság a magyar folyókon a kötél által mozgatott komp, ezt a folyó két partja közt kifeszített kötél segítségével a folyó áramlásának oldalnyomását kihasználva továbbították a két part között a révészek. Ezt a kompfajtát hajóforgalomtól mentes, esetleg csekély hajóforgalmú folyószakaszokon alkalmazták, mert a hajók áthaladását a komp kötele akadályozta.
A kötélvontatás és az önjáró komp közötti hibrid megoldást használnak például a (2013-ban megszűnt) tápéi révnél, ahol a komp mozgatását saját dízelmotorja (vagy esetenként egy külön kishajó) mozgatta, de az egész szerkezet drótkötélre volt függesztve, egy első és egy hátsó függesztőkötél segítségével. Külön kormányszerkezetet nem használtak, a kormányzáshoz a függesztőköteleket feszítették vagy lazították egymástól függetlenül, elektromos csörlő segítségével.
Napjainkban a legelterjedtebbek a kishajó segítségével továbbított kompok. Ezeknél a révátkeléseknél a kishajók önállóan is, mint átkelőhajók személyszállításra használatosak.
Magyarország legnagyobb teherbírású komphajói - amelyek a Dunán Vác és Tahitótfalu (nevük: Árpád és Toldi Miklós), valamint a mohácsi komp Mohács és Újmohács (neve: Sziget) között, illetve a Balatonon Tihany és Szántód között üzemelnek - önjáró kompok. (nevük: Baross Gábor, Kisfaludy Sándor, Széchenyi István, Kossuth Lajos)

## Tengeri kompok
Tengeri kompokat a szárazföld közelében található szigetek elérésére használnak (Pl.: Görögország, Földközi-tenger, Norvégia, Dánia), illetve olyan esetekben üzemeltetnek tengeri kompokat, amikor a cél országúton csak igen nagy kerülővel vagy egyáltalán nem érhető el. (Skandinávia, Balti-tenger, Nagy-Britannia, Észak-Afrika). A legismertebb tengeri komp a La Manche csatornát Calais – Dover között átszelő komp. Ennek jelentősége a Csatorna-alagút megnyitása óta jelentősen csökkent.
A tengeri kompoknál a legfontosabb szempont a nagy befogadóképesség. Az ilyen komp személyautók mellett kamionok és teherszállító konténerek szállítására is alkalmas. Ahol a gyorsaság is fontos szempont, ott légpárnás illetve szárnyashajókat üzemeltetnek.

## Érdekesség
A Dunán Gombos és Erdőd között a vasútforgalmat 1910-ig gőzkomppal bonyolították le. A vasúti sínpárak egészen a Dunáig vezettek, a mozdony a szerelvényt a Dunáig húzta, majd a vagonokat a kompra vontatták. A gőzkomp egyszerre 5-8 vagont vihetett át a folyón, attól függően, hogy nyitott személykocsikból vagy tehervagonokból állt a szerelvény. A komp 6-8 perc alatt kelt át a folyamon.

## Galéria

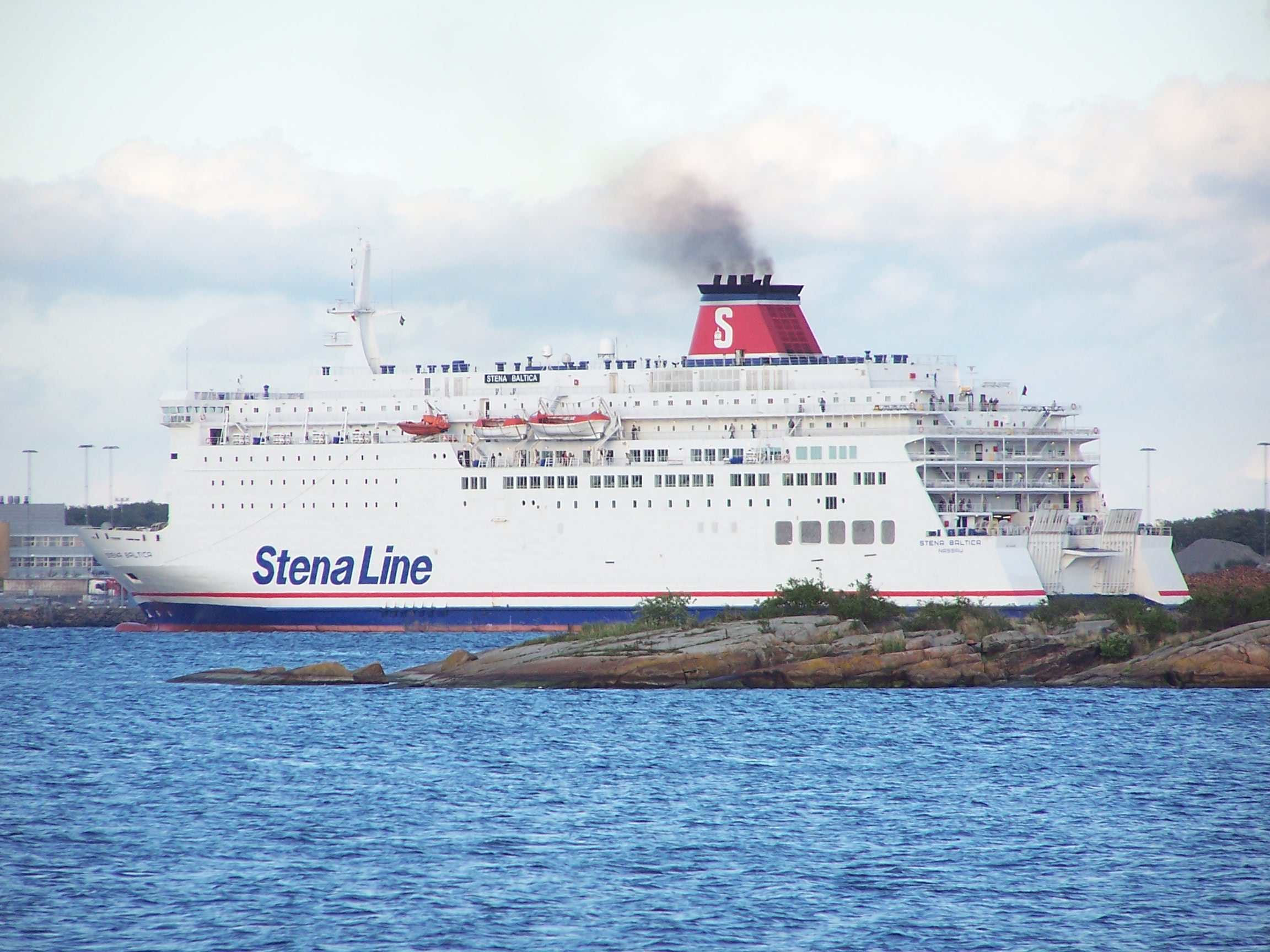
Korszerű tengeri komphajó a Balti-tengeren
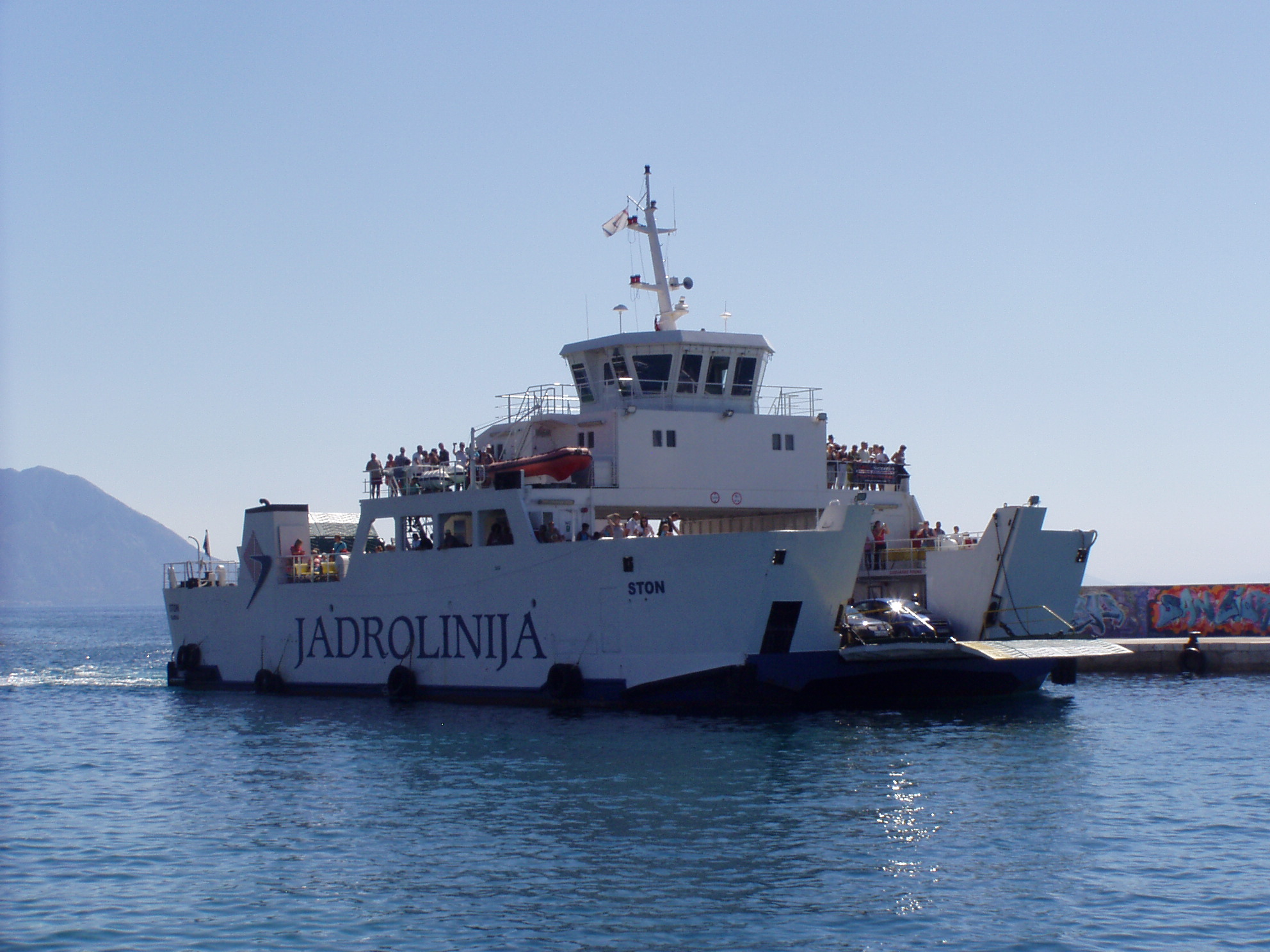
A „Ston” nevű komp Horvátországban, az Adrián
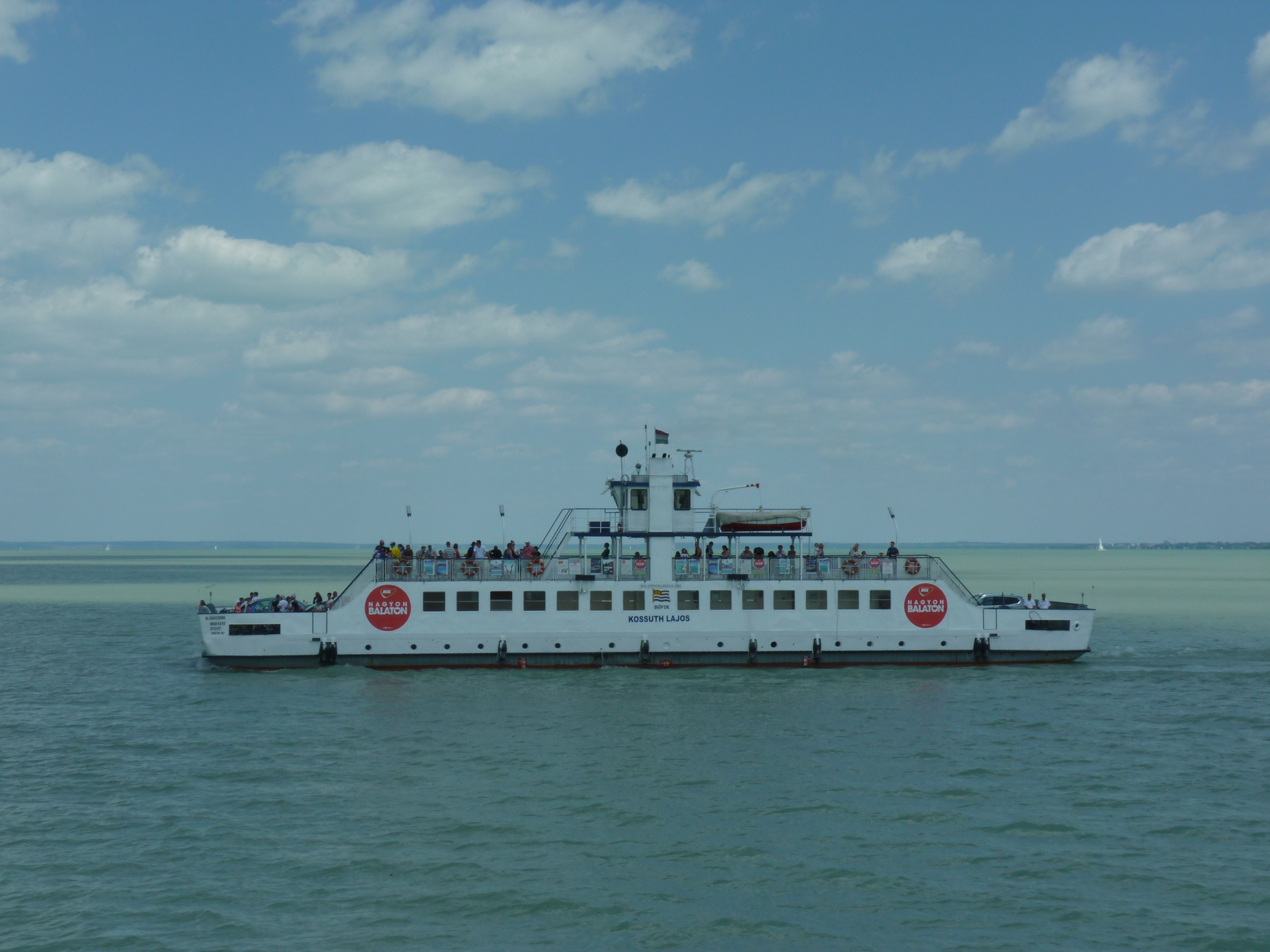
A Balaton négy darab komphajója Tihany és Szántód között ingázik
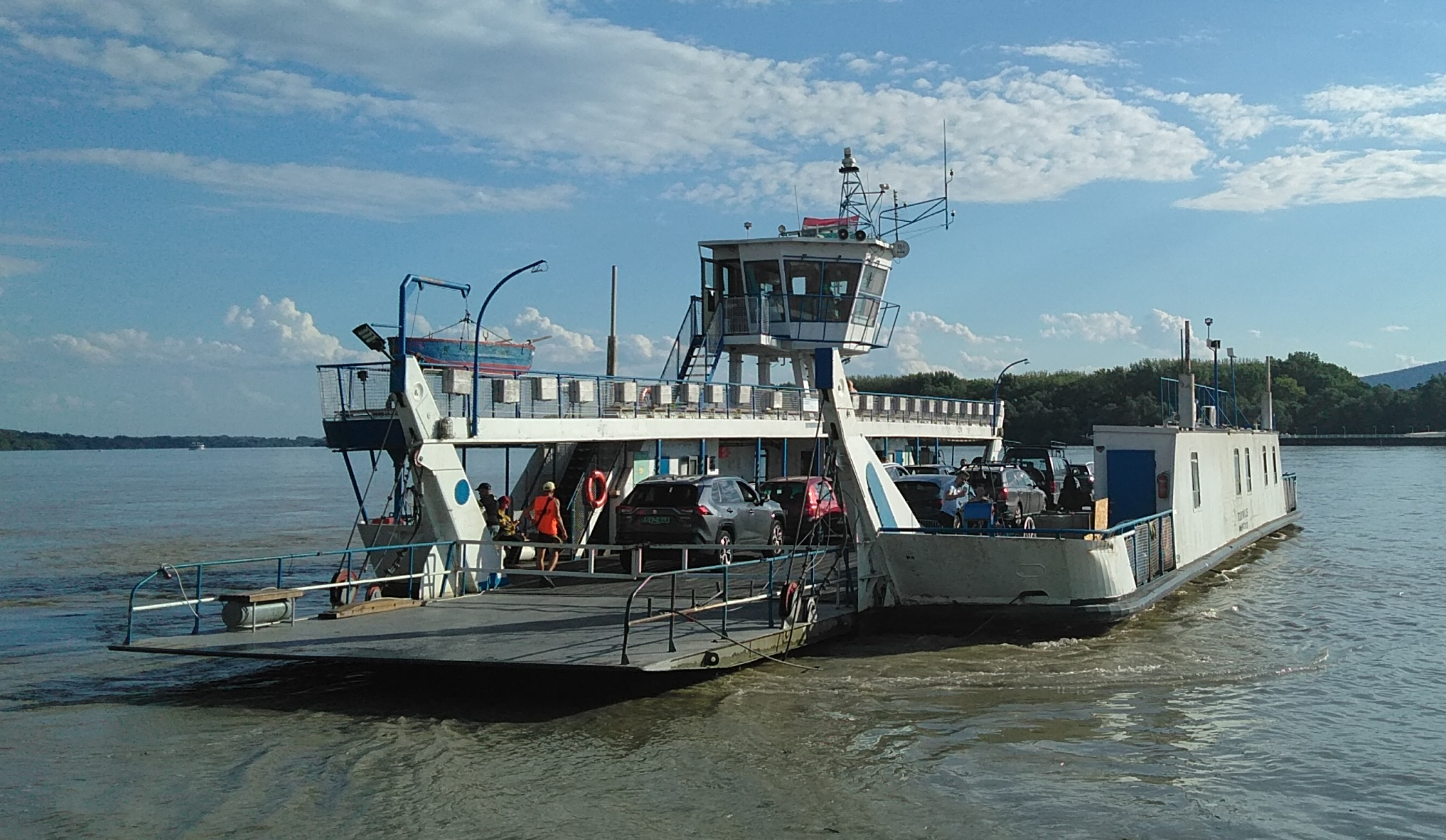
A Toldi Miklós komphajó indul Vácról Tahitótfalu felé
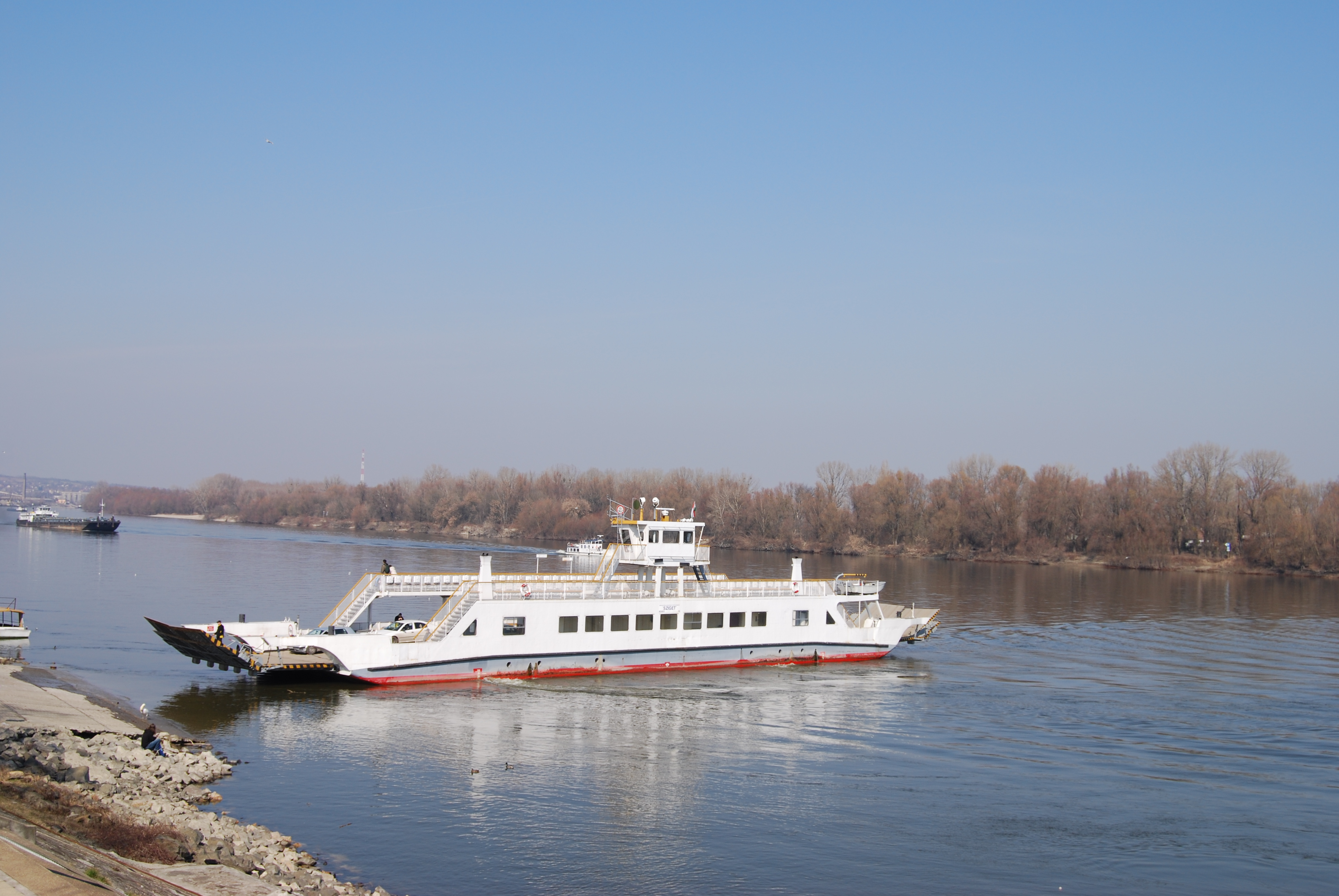
A Sziget komphajó Mohácsnál
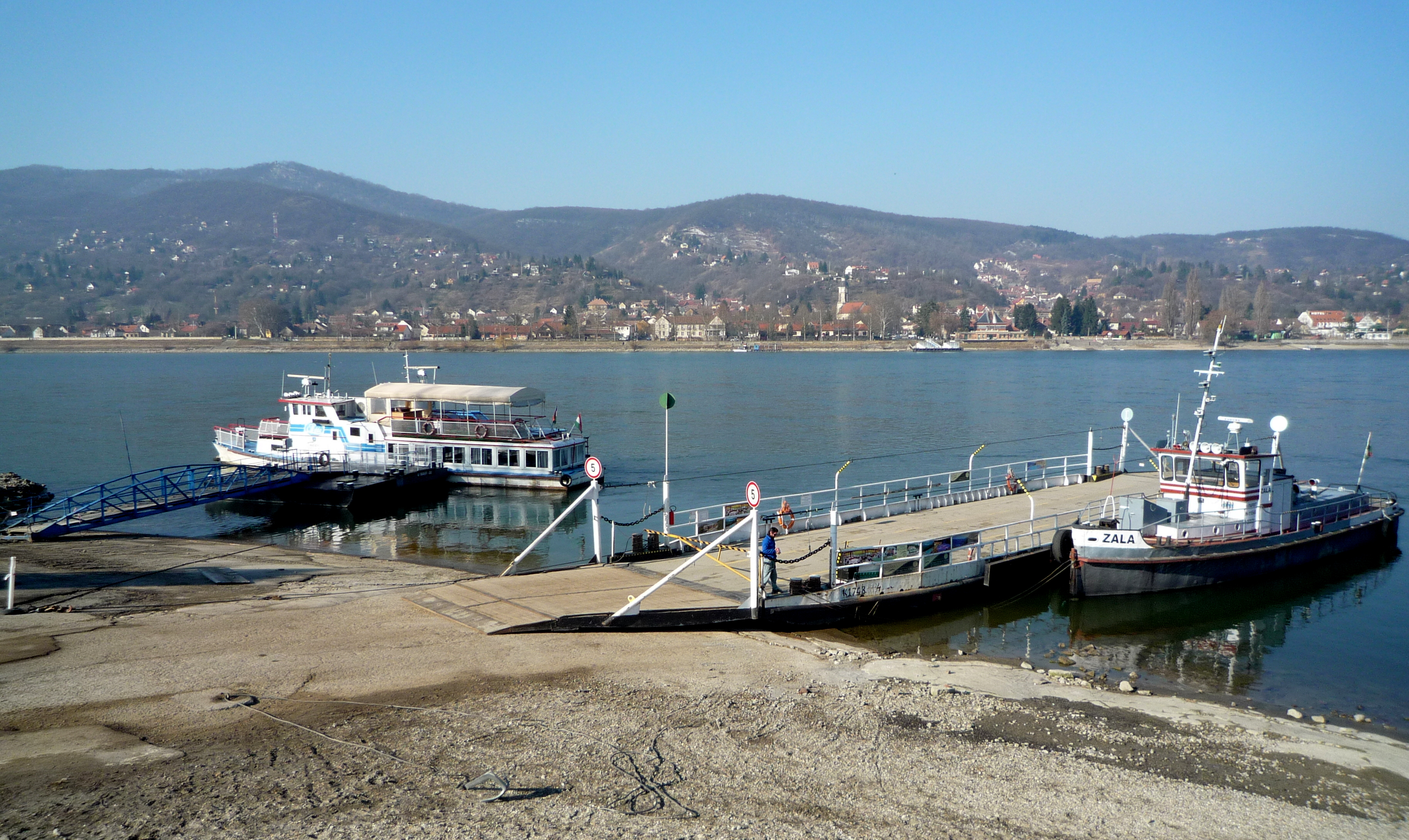
A Nagymaros és Visegrád között ingázó komp vár indulásra a visegrádi kikötőben
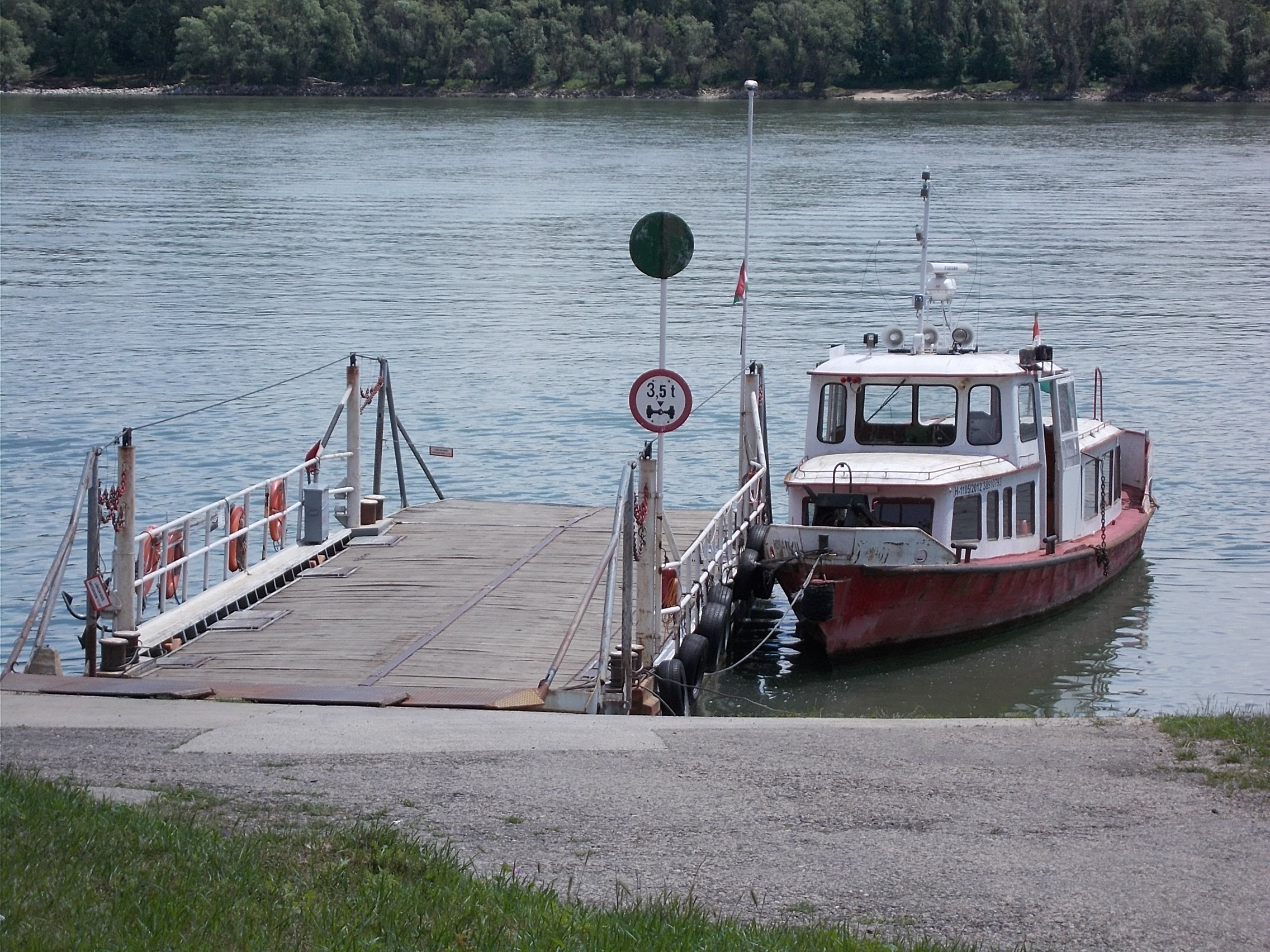
Komp a Dunán Százhalombatta és Tököl között
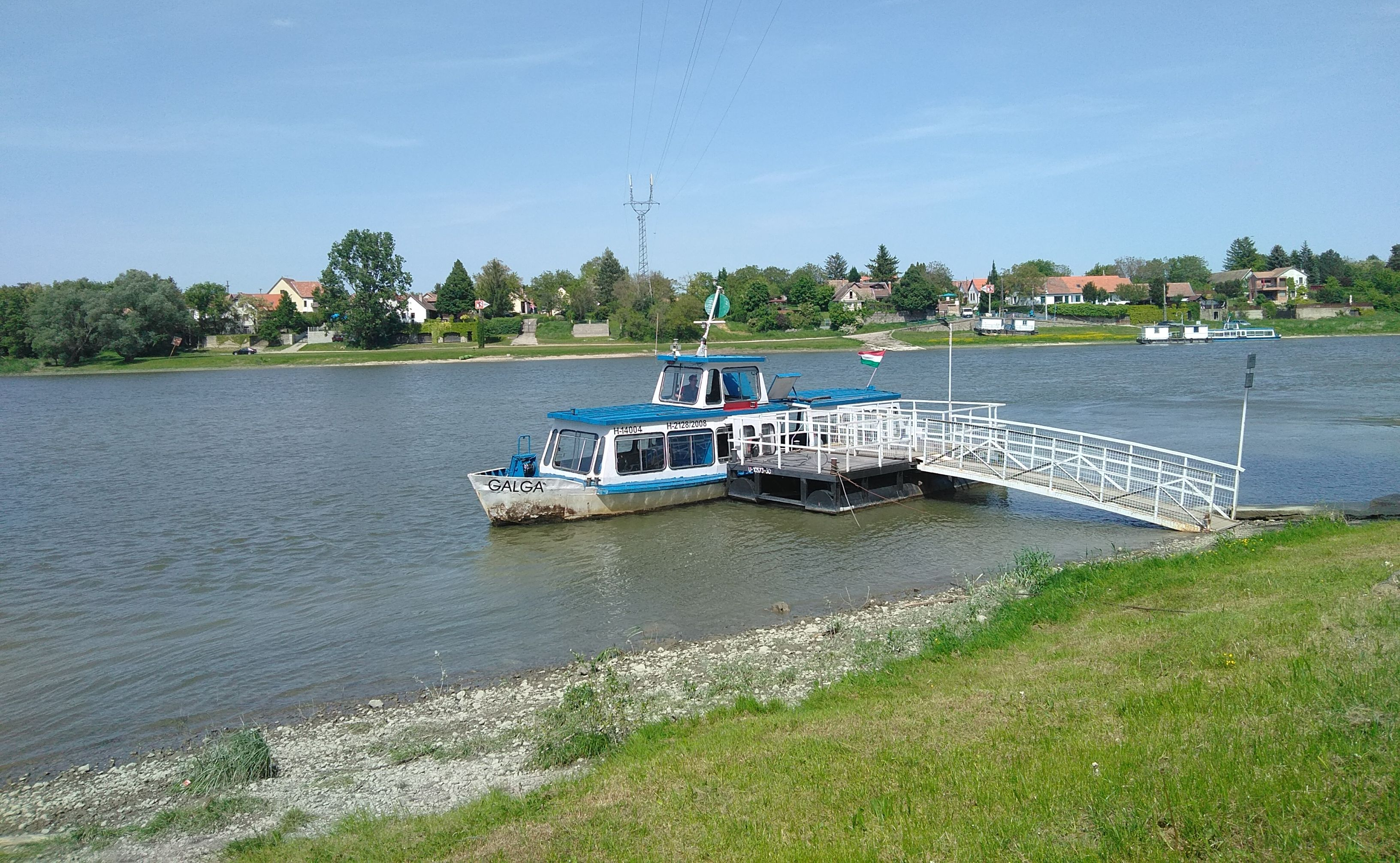
A Kisoroszi és Visegrád között ingázó komp vár indulásra a szentgyörgypusztai kikötőben
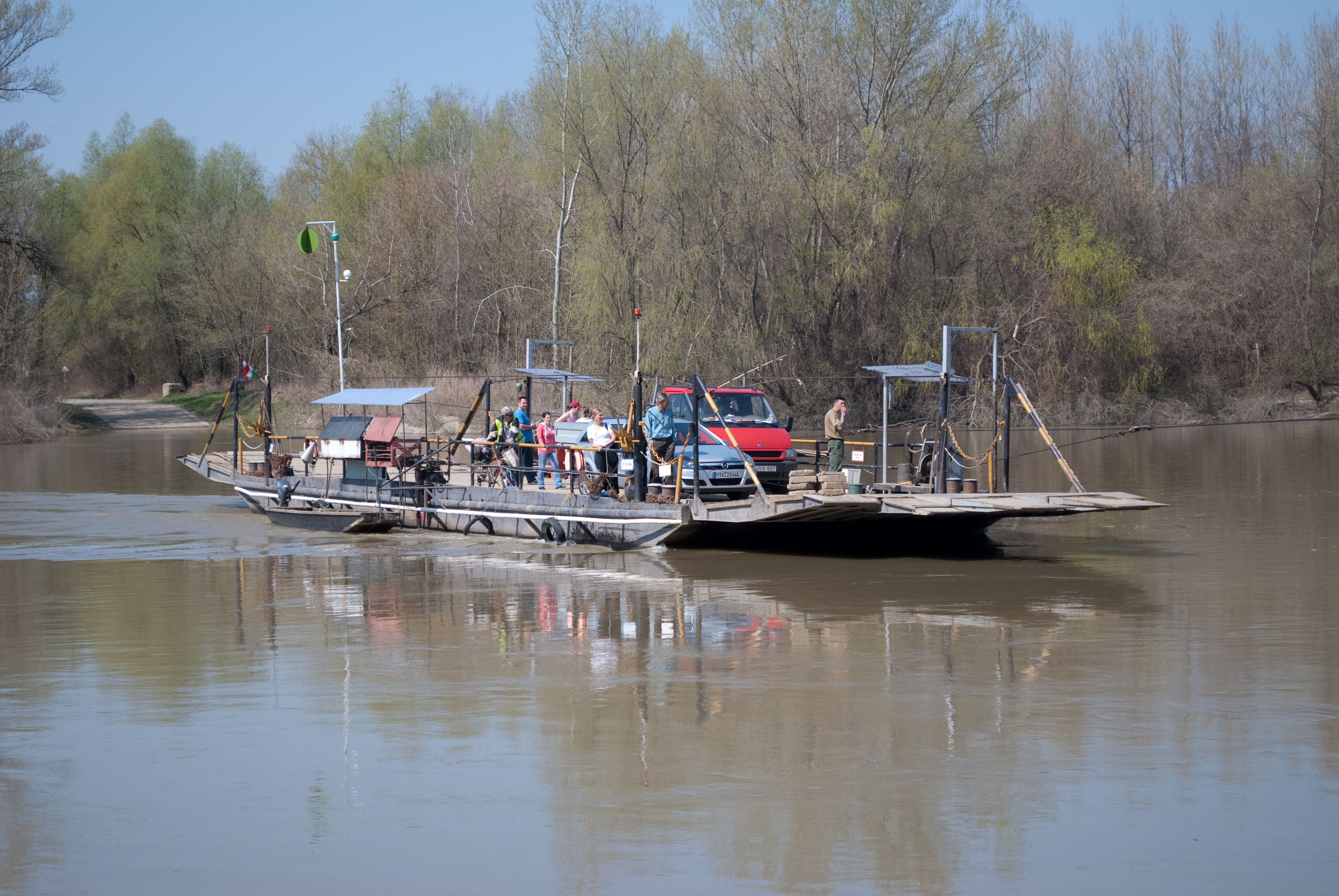
Komp a Tiszán Baks és Mindszent között
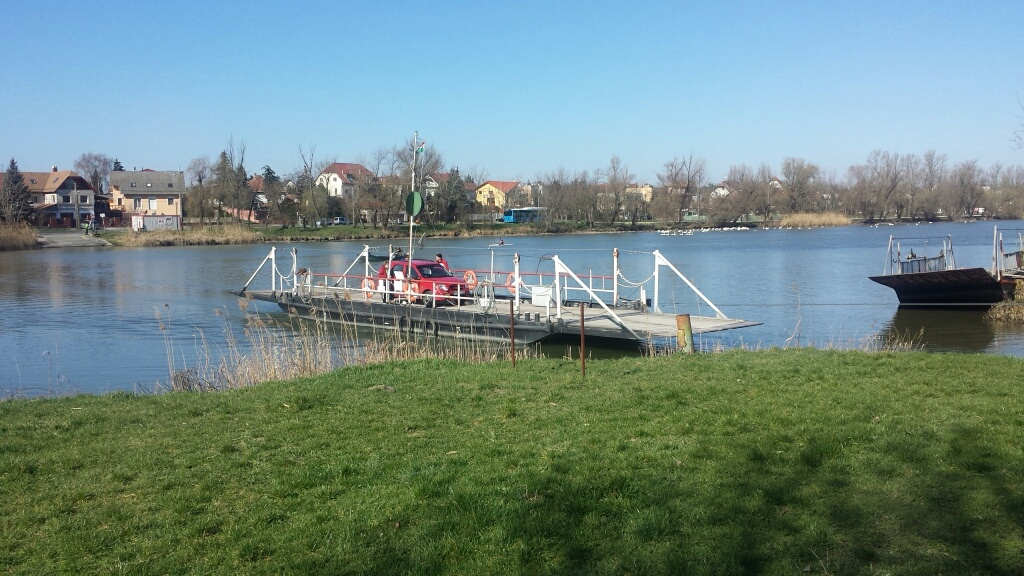
Budapest egyetlen átkelőhajója a D14-es, amely a Ráckevei-Duna ágon Csepel, Királyerdő és Soroksár, Molnár-sziget között ingázik

## Jogi háttér
- 49/2002. (XII. 28.) GKM rendelet a kikötő, komp- és révátkelőhely, továbbá más hajózási létesítmények általános üzemeltetési szabályairól, valamint az üzemeltetési szabályzatok alkalmazásáról

## Lásd még
- Révész
- Repülőhíd